# Bornholmtunnelen
|  | Fremtidig bygning Denne artikel omhandler en bygning, der er under opførelse. Det er derfor muligt, at indholdet er af spekulativ natur, og ligeledes, at indholdet kan ændre sig markant efterhånden som flere oplysninger bliver tilgængelige. |

Bornholmtunnelen er en foreslået jernbanetunnel mellem Bornholm og Skåne. Tunnelen vil give en fast forbindelse til øen, både med direkte tog, der kører fra København og med en biltogservice til at transportere biler. Den foreslåede tunnel vil være 40 km lang og give en times transporttid for biler, herunder lastning og losning, og en-to timers service med jernbane til København via Ystadbanen og Øresundsbanen. Sidstnævnte kan blive yderligere reduceret med opførelse af højhastighedstog i det sydlige Skåne.
Tunnelforbindelsen er foreslået af lokale borgere, der har stiftet de lokale foreninger Foreningen Bornholmtunnel og Föreningen Stöd Bornholmstunneln. Forslaget om en Bornholmtunnel har pr. 2015 ikke politisk opbakning. 

## Nuværende trafik
I dag er øen tjent med færger, der drives af BornholmerFærgen fra Rønne, den største by på øen, til Ystad i Sverige, Køge i Danmark og Sassnitz i Tyskland. Rejsetid fra Ystad til Rønne er to og en halv time med konventionelle færger og en time hurtigere med hurtigfærger med 3-7 daglige sejladser. Fra Rønne til Køge tager færgen fem og en halv time og har en enkelt daglig sejlads, mens de fra Rønne til Sassnitz er sæsonbetonet og færgen tager tre og en halv time. Danish Air Transport flyver fra Bornholms Lufthavn til Københavns Lufthavn.

## Omkostninger
Omkostninger til at drive færgeservicen er 400 millioner kroner om året, hvoraf 150 millioner er tilskud[kilde mangler]. Hvis den samme brugerbetaling og tilskud blev anvendt til finansiering af tunnelen, med en tilbagebetaling over 30 år, vil det muliggøre investeringer for 10 milliarder[kilde mangler]. Skøn for omkostningerne af tunnelen varierer fra 5 til 50 milliarder.

## Politik
Den danske organisation Foreningen Bornholmtunnel og den svenske organisation Föreningen Stöd Bornholmstunneln samarbejder om at øge bevidstheden om betydningen af en tunnel mellem Bornholm og Skåne. Bornholms Regionskommune besluttede i april 2013 ikke at betale for en detaljeret undersøgelse.

## Eksterne links
- Foreningen Bornholmtunnel
- Föreningen Stöd Bornholmstunneln

55°18′N 14°24′Ø / 55.3°N 14.4°Ø